# Ptychadena upembae
Ptychadena upembae é uma espécie de anfíbio da família Ranidae.
Pode ser encontrada nos seguintes países: Angola, República Democrática do Congo, Malawi, Moçambique, Zâmbia e possivelmente em Tanzânia.
Os seus habitats naturais são: savanas húmidas, campos de gramíneas de baixa altitude subtropicais ou tropicais sazonalmente húmidos ou inundados e marismas intermitentes de água doce.